# Нгангам (язык)
Нгангам (также гангам) — один из языков группы гур, относящейся к саваннской семье нигеро-конголезской языковой макросемьи. Распространён в северной части Того, а также в приграничных прилегающих районах Бенина. Число носителей по данным на 2002—2012 годы составляет 77 400 человек, из них 57 400 человек — в Того и 20 000 человек — в Бенине. Наиболее близкородственные языки: конкомба, моба, гурманчема.
| Алфавит нгангам | Алфавит нгангам | Алфавит нгангам | Алфавит нгангам | Алфавит нгангам | Алфавит нгангам | Алфавит нгангам | Алфавит нгангам | Алфавит нгангам | Алфавит нгангам | Алфавит нгангам | Алфавит нгангам | Алфавит нгангам | Алфавит нгангам | Алфавит нгангам | Алфавит нгангам | Алфавит нгангам | Алфавит нгангам | Алфавит нгангам | Алфавит нгангам | Алфавит нгангам | Алфавит нгангам | Алфавит нгангам | Алфавит нгангам | Алфавит нгангам | Алфавит нгангам | Алфавит нгангам | Алфавит нгангам | Алфавит нгангам |
| --------------- | --------------- | --------------- | --------------- | --------------- | --------------- | --------------- | --------------- | --------------- | --------------- | --------------- | --------------- | --------------- | --------------- | --------------- | --------------- | --------------- | --------------- | --------------- | --------------- | --------------- | --------------- | --------------- | --------------- | --------------- | --------------- | --------------- | --------------- | --------------- |
| A               | B               | C               | D               | E               | Ɛ               | F               | G               | Gb              | H               | I               | J               | K               | Kp              | L               | M               | N               | Ñ               | Ŋ               | Ŋm              | O               | Ɔ               | P               | R               | S               | T               | U               | W               | Y               |
| a               | b               | c               | d               | e               | ɛ               | f               | g               | gb              | h               | i               | j               | k               | kp              | l               | m               | n               | ñ               | ŋ               | ŋm              | o               | ɔ               | p               | r               | s               | t               | u               | w               | y               |